# Fürstenkrone

Schematische Zeichnung einer Fürstenkrone

Die Fürstenkrone gehört zu den Rangkronen. Sie wird in der Heraldik von fürstlichen Familien im Wappen verwendet. Sie gleicht zwar wesentlich dem Fürstenhut, ist aber von diesem zu unterscheiden.

## Beschreibung
In der Heraldik ist es von untergeordneter Bedeutung, ob die Wappen der Fürstenhäuser mit der Fürstenkrone oder dem Fürstenhut dargestellt werden. Die Entscheidung darüber lag bzw. liegt beim Wappenträger und war und ist eine Frage der Tradition und des Gefallens.
Die Fürstenkrone hat einen goldenen Reif mit eingesetzten Edelsteinen. Am Reif sind fünf Blattzinken, von denen drei Bügel sichtbar sind. Diese umschließen eine Purpurmütze, auf der ein blauer Reichsapfel gesetzt ist. Der Reichsapfel ist nicht immer vorhanden.

## Verwendung
Im 19. Jahrhundert wurde von den tatsächlich ein Fürstentum regierenden Häusern an ihrer Stelle die Herzogskrone mit fünf Bügeln und einer geschlossenen Kronenfütterung bevorzugt, um sich von den mediatisierten Fürsten oder den unebenbürtigen Titularfürsten ohne Regierungsamt zu unterscheiden. Länderspezifisch gab es Unterschiede. Vgl. den Artikel Rangkrone. Deutsche, russische und dänische Durchlauchte (Anrede für den Fürsten) führten die Fürstenkrone. 
Die Fürsten von Schwarzburg-Rudolstadt führten eine Fürstenkrone über dem Wappen, die Fürsten von Schwarzburg-Sondershausen einen Fürstenhut.

Wappen von Schwarzburg-Rudolstadt mit Fürstenkrone
Wappen von Schwarzburg-Sondershausen mit Fürstenhut